# 狩野重信
狩野 重信（かのう しげのぶ、生没年不詳）は、日本の桃山時代後期から江戸時代初期に活躍した狩野派の絵師。同時代に「重信」を名乗った絵師は多数存在したようだが、ここでは号の宗眼と合わせて狩野宗眼重信と呼ばれる絵師について述べる。

## 略伝
狩野永徳の弟・狩野宗秀の門人とされる。談山神社文書の中にある「大織冠御宮繪師筆子米請取」には、慶長3年（1598年）「繪師宗原」が談山神社各子院から合わせて画料23石5斗を受け取った事を記している。「宗原」と「宗眼」の同音なことから両者に何らかの関係があるとも考えられ、談山神社に「三十六歌仙図扁額」が残っていることから宗眼重信本人とするのが自然である。また、慶長7年（1602年）の加納城築城時には、渡辺了慶とともにその画事を務めたという。
作品は約20点ほど確認されている。永徳・宗秀から引き継いだ桃山的な大胆さと、次代の狩野光信的な繊細さが共存しつつも、未だ狩野探幽様式は見られないという過渡期の様式を示す。また、永徳様式を整理・図形化した海北友松の画風とも同時代性が感じられる。跡取りや弟子がいたかは定かでないが、寛文8年（1668年）から寛文13年（1673年）の間に可能は絵師たち36名が合作した「牛馬図双幅」に参加した一人、鈴木宗眼守道が重信の息子とみられる。

## 作品
| 作品名                   | 技法             | 形状・員数   | 寸法（縦x横cm）    | 所有者                 | 年代                        | 落款                  | 印章                                                                     | 備考 |
| ------------------------ | ---------------- | ------------ | ------------------ | ---------------------- | --------------------------- | --------------------- | ------------------------------------------------------------------------ | --- |
| 梅に鳩・東坡風水洞図屏風 | 紙本墨画         | 六曲一双     |                    | 萬行寺（福岡市）       | 1601-1608年（慶長6-13年）頃 | 無                    | 「語」朱文重郭長方印（天地逆）・「辭」朱文円郭内鼎印                     | 福岡市指定文化財 |
| 帝鑑図・咸陽宮図屏風     | 紙本金地著色     | 六曲一双     | 155.8x362.6（各）  | 静岡県立美術館         |                             | 「重信」（各隻）      | 「語」朱文重郭長方印（天地逆）・「辭」朱文円郭内鼎印                     | 高橋是清旧蔵 |
| 若竹・芥子図屏風         | 紙本金地著色     | 六曲一双     |                    | シアトル美術館         |                             | 無                    | 「語」朱文重郭長方印（天地逆）・「辭」朱文円郭内鼎印                     | |
| 麦・若竹・芥子図屏風     | 紙本金地著色     | 六曲一双     |                    | キンベル美術館         |                             | 無                    | 「語」朱文重郭長方印（天地逆）・「辭」朱文円郭内鼎印                     | |
| 麦・芥子図屏風           | 六曲一双         | 紙本金地著色 |                    | 出光美術館             |                             | 無                    | 「語」朱文重郭長方印（天地逆）・印文不明朱文円郭内鼎印                   | |
| 三十六歌仙図扁額         | 紙本金地著色     | 36面         |                    | 談山神社               | 1619-21年（元和5-7年）      | 無                    | 「語」朱文重郭長方印（天地逆）・「辭」朱文円郭内鼎印                     | 青蓮院尊純法親王書 |
| 義経八艘跳図扇面         | 紙本金地著色     | 1面          |                    | 個人                   |                             | 無                    | 「辭」朱文円郭内鼎印                                                     | |
| 鹿ほととぎす図屏風       | 紙本著色         | 六曲一双     | 155.9x352.6（各）  | 九州国立博物館         |                             |                       |                                                                          | |
| 瀟湘八景図屏風           | 紙本墨画         | 六曲一双     |                    | 個人                   |                             | 無                    | 「語」朱文重郭長方印（天地逆）・「辭」朱文円郭内鼎印                     | |
| 故事人物図押絵貼屏風     | 紙本墨画         | 六曲一隻     | 約121.3x48.7（各） | 光国寺（岐阜市）       | 1615-38年（寛永2-15年）頃か | 「宗眼畫之」（第1扇） | 「語」朱文重郭長方印（天地逆）・「宗眼」朱文弧郭印                       | 寺伝では亀姫 (徳川家康長女)葬儀の屏風とされる。また、第1扇「寒山拾得図」と第3扇「蜆子和尚図」には光国寺開基梁南禅棟が着賛。 |
| 林浦迎鶴図屏風           | 紙本墨画著色金泥 | 二曲一隻     |                    | プリンストン大学美術館 |                             | 無                    | 「語」朱文重郭長方印（天地逆）・印文不明朱文円郭内鼎印                   | |
| 梟に烏図                 | 紙本墨画         | 1幅          |                    | 栃木県立博物館         |                             | 無                    | 「語」朱文重郭長方印（天地逆）・「辭」朱文円郭内鼎印                     | |
| 梅に鳩図                 | 紙本墨画         | 1幅          |                    | 岐阜市歴史博物館       |                             | 無                    | 「語」朱文重郭長方印（天地逆）・「辭」朱文円郭内鼎印・「宗眼」朱文弧郭印 | |
| 東坡騎驢図               | 紙本墨画         | 1幅          |                    | シカゴ美術館           |                             | 無                    | 「語」朱文重郭長方印（天地逆）・「宗眼」朱文印                           | |